# Kontrapunkt (muzyka)

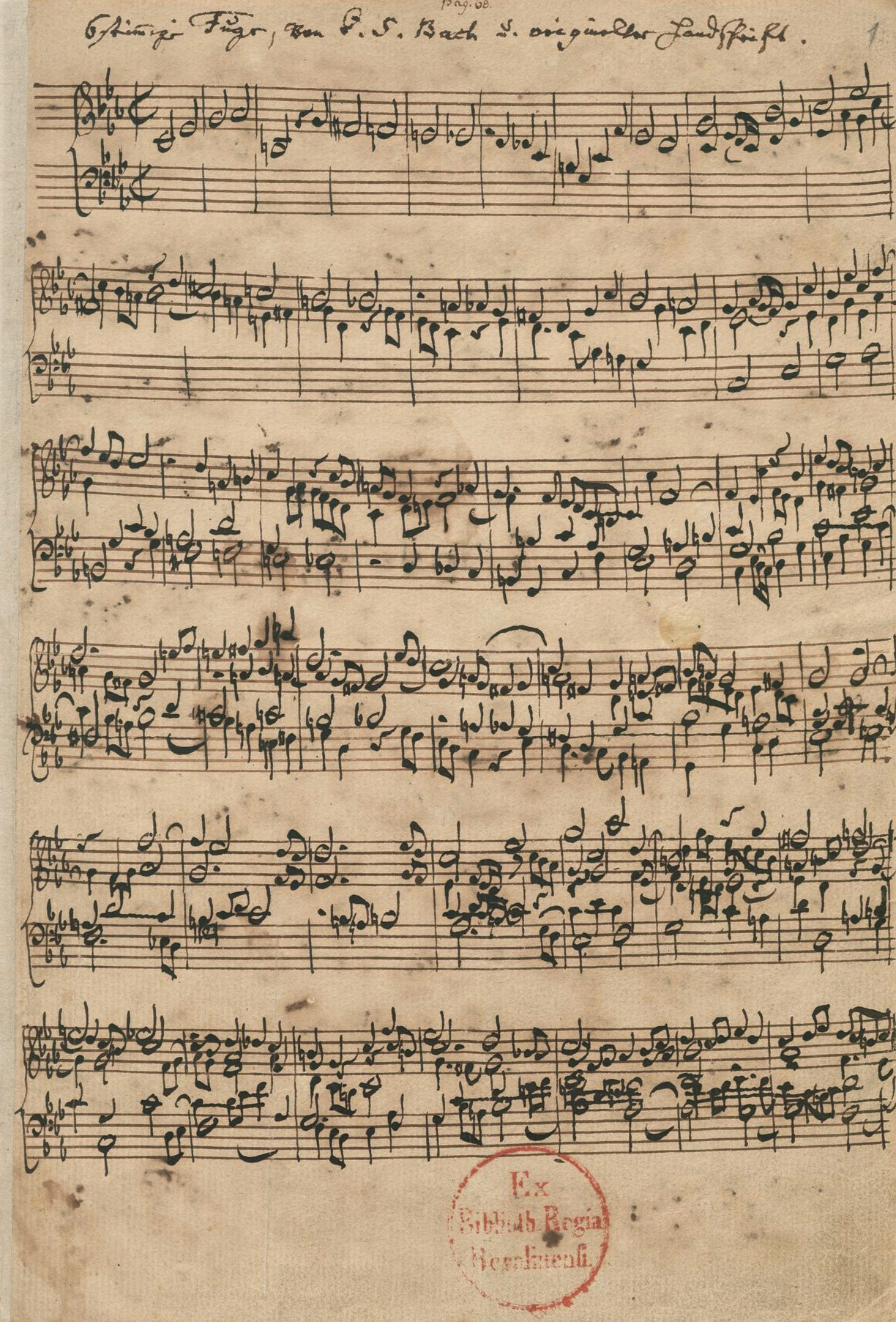
Rękopis Musikalisches Opfer J.S. Bacha

Kontrapunkt (z łac. punctus contra punctum, dosł. „nuta przeciw nucie”) – technika kompozytorska, która polega na prowadzeniu kilku niezależnych linii melodycznych (polifonia) zgodnie z określonymi zasadami harmonicznymi i rytmicznymi. Kontrapunkt można podzielić na kontrapunkt ścisły (kanon) i swobodny (m.in. fuga). W drugim, węższym znaczeniu jest określeniem dla głosu współdziałającego z tematem.

## Historia
Zasady kontrapunktu kształtowały się już w średniowieczu. Uznaje się, że pierwszy szczyt doskonałości osiągnął kontrapunkt w okresie renesansu, szczególnie  w dziełach takich mistrzów, jak Josquin des Prés czy Giovanni Pierluigi da Palestrina. Na kształtowanie się kontrapunktu w tamtym czasie miały wpływ takie techniki jak fauxbourdon, izorytmia, cantus firmus czy przeimitowanie. Z kontrapunktem renesansowym związane są takie sposoby prowadzenia głosów jak contrapunctus nota contra nota czy contrapunctus floridus.
Na początku XVII wieku członkowie cameraty florenckiej zakwestionowali całe dotychczasowe zdobycze kontrapunktu (monodia akompaniowana). Kontrapunkt był realizowany w nowy sposób (basso continuo) i zmieniał się harmonicznie pod wpływem rodzącego się systemu funkcyjnego. W muzyce baroku rozróżnić można dwie techniki kotrapunktyczne: stylus gravis (stylus antiquus) – styl stary, palestrinowski oraz: stylus luxurians (stylus modernus) – styl nowy, zrodzony u Corellego, bardziej ruchliwy, kantylenowy, eksponujący dysonanse, podporządkowany późnobarokowej harmonice.
Drugi szczyt doskonałości sztuka kontrapunktu osiągnęła w epoce późnego baroku, szczególnie w dziełach Johanna Sebastiana Bacha (Kunst der Fuge).
Wraz z marginalizacją polifonii w muzyce wczesnego klasycyzmu, kontrapunkt stracił dotychczasowe znaczenie. Był jednak niekiedy używany w nowej formie, m.in. w dziełach Ludwiga van Beethovena (Wielka Fuga na kwartet smyczkowy op. 133) czy też w dziele W.A. Mozarta - Requiem d-moll w części drugiej - Kyrie.
Początek XX wieku to renesans techniki kontrapunktycznej (dzieła Maxa Regera, Béli Bartóka czy Paula Hindemitha).

## Formy muzyczne
Niektóre formy muzyczne, oparte na założeniach kontrapunktu:
- fuga,
- kanon,
- motet,
- passacaglia,
- inwencja.